# آنگولای پرتغال
آنگولای پرتغال (به لاتین: Portuguese Angola) یکی از مستعمرات سابق کشور پرتغال که در جنوب غرب قاره آفریقا واقع شده بود که هم‌اکنون کشور آنگولا نامیده می‌شود.